# ستيفاني كيرشاو
ستيفاني كيرشاو (بالإنجليزية: Stephanie Kershaw)‏ هي لاعب هوكي الحقل أسترالية، ولدت في 19 أبريل 1995 في تاونسفيل في أستراليا.